# Nguyễn Việt Trung
Nguyễn Việt Trung (sinh năm 1996), là một thần đồng, nghệ sĩ dương cầm người Việt Nam.

## Tiểu sử
Nguyễn Việt Trung sinh năm 1996 tại Hà Nội. Từ bé, anh đã bộc lộ năng khiếu âm nhạc. Nguyên quán của anh ở xã Quỳnh Hồng, huyện Quỳnh Phụ, tỉnh Thái Bình.
6 tháng tuổi, anh cùng gia đình đến Ba Lan định cư và bắt đầu về Việt Nam biểu diễn tại Hà Nội từ năm 2009. Tuy định cư ở Ba Lan nhưng Nguyễn Việt Trung vẫn giữ quốc tịch Việt Nam trong nhiều năm. Anh từng được đào tạo tại trường âm nhạc Karol Szymanowski.

## Sự nghiệp
Anh bắt đầu được đào tạo theo con đường nghệ thuật chuyên nghiệp từ năm 2003 và được nhiều nghệ sĩ hàng đầu thế giới dẫn dắt như Daria Petrova, Tatiana Shebanova. Tuy sống ở Ba Lan nhưng anh vẫn thường xuyên có nhiều hoạt động biểu diễn tại Hà Nội.
Anh còn là một trong những học trò ưu tú của NSND Đặng Thái Sơn. Nguyễn Việt Trung giành giải nhất cuộc thi piano dành cho trẻ em ở Ba Lan năm 2003. Năm 2005, anh giành giải nhất cuộc thi piano dành cho nghệ sĩ dương cầm trẻ mang tên Emmy Alberg tại Lodz, Ba Lan. Năm 2006 anh đoạt giải nhì (không có giải nhất) cuộc thi piano dành cho nghệ sĩ trẻ tại Zyrardow, Ba Lan. Cùng năm, anh đoạt giải Nốt nhạc vàng dành cho thí sinh quốc tế biểu diễn Mozart hay nhất.
Năm 13 tuổi, tại Festival giao lưu văn hóa Hungary – Ba Lan, Nguyễn Việt Trung chơi tác phẩm Nocturne số 20 của Chopin và nhận được sự yêu mến từ khán giả, thậm chí họ đã yêu cầu anh biểu diễn lại đến tận 4 lần. Sau đó, báo chí ca ngợi Trung là "cậu bé Việt Nam, trái tim Ba Lan".
Năm 2007, anh giành giải ba cuộc thi âm nhạc quốc tế tại Glubczyce. Năm 2008, anh đoạt giải khuyến khích cuộc thi quốc tế mang tên Fryderyk Chopin. Cũng năm này Trung đoạt giải nhì cuộc thi quốc tế mang tên Ludwik Stefanski và Halina Czerny Stefanska tại Plock.
Năm 2010, Nguyễn Việt Trung giành giải nhì cuộc thi quốc tế mang tên "Chopin cho nghệ sĩ trẻ tuổi" tại Warszawa năm 2011 và giành giải nhì (không có giải nhất) cuộc thi Rotaract - Rotary Piano Competition. Tháng 3 năm 2013, Nguyễn Việt Trung là một trong 8 tài năng trẻ piano trên toàn thế giới được mời tham gia biểu diễn trong chương trình Junior Academy Eppan cùng giáo sư nổi tiếng Andrea Bonatta. Năm 2014, anh giành giải thưởng cao nhất trong cuộc thi piano tại Krakow, Ba Lan. Cùng năm, anh giành Giải nhất Cuộc thi âm nhạc thính phòng quốc tế tại Lomianki (hạng mục ngũ tấu), giải thưởng lớn Cuộc thi nhạc thính phòng quốc gia tại Warsaw, Ba Lan (hạng mục tam tấu). Một số các chương trình biểu diễn của anh đã được Đài truyền hình quốc gia Ba Lan phát sóng trực tiếp. Vào ngày 28 tháng 6 năm 2014, Trung đã biểu diễn trước 4000 khán giả tại lễ khai mạc festival “Nuits des Romanes” tại Pháp nhân dịp kỷ niệm 40 năm ngoại giao giữa Việt Nam và Pháp. Trong kỷ niệm 45 năm ngoại giao, anh biểu diễn cùng tứ tấu đàn dây Arod của Pháp.
Tại Cuộc thi piano quốc tế Chopin lần thứ 18 tổ chức năm 2021, anh là đại diện duy nhất của Việt Nam lọt vào vòng chung kết cùng 87 thí sinh khác.